# Un pomeriggio con te/Amanti ed angeli
Un pomeriggio con te/Amanti ed angeli è un singolo di Loretta Goggi, pubblicato in Italia nel 1973.

## Descrizione
Scritto dalla stessa Loretta Goggi su musica di Gianni Wright, è il secondo estratto dall'album Formula 2 ed è l'ultimo singolo per la Durium. Il brano viene presentato all'interno della trasmissione Formula due, condotta in coppia con Alighiero Noschese.
Il lato B del disco contiene Amanti ed angeli, scritta da Giancarlo Bigazzi, Totò Savio ed Enrico Polito..

## Tracce
Lato A
1. Un pomeriggio con te – 2:55 (Loretta Goggi-Gianni Wright)

Lato B
1. Amanti ed angeli – 3:53 (Giancarlo Bigazzi-Totò Savio-Enrico Polito)